# Санрівер (Орегон)
Санрівер (англ. Sunriver) — переписна місцевість (CDP) в США, в окрузі Дешутс штату Орегон. Населення — 2023 особи (2020).

## Географія
Санрівер розташований за координатами 43°52′56″ пн. ш. 121°26′6″ зх. д. / 43.88222° пн. ш. 121.43500° зх. д. (43.882127, -121.434979).  За даними Бюро перепису населення США в 2010 році переписна місцевість мала площу 23,23 км², з яких 22,87 км² — суходіл та 0,37 км² — водойми.

## Демографія
Згідно з переписом 2010 року, у переписній місцевості мешкали 1393 особи в 725 домогосподарствах у складі 520 родин. Густота населення становила 60 осіб/км².  Було 4568 помешкань (197/км²).
Расовий склад населення:
| - 96,9 % — білих - 0,6 % — чорних або афроамериканців - 0,5 % — азіатів - 0,3 % — корінних американців - 0,1 % — вихідців з тихоокеанських островів |

До двох чи більше рас належало 1,1 %. Частка іспаномовних становила 1,6 % від усіх жителів.
За віковим діапазоном населення розподілялося таким чином: 5,4 % — особи молодші 18 років, 47,9 % — особи у віці 18—64 років, 46,7 % — особи у віці 65 років та старші. Медіана віку мешканця становила 64,0 року. На 100 осіб жіночої статі у переписній місцевості припадало 99,9 чоловіків;  на 100 жінок у віці від 18 років та старших — 100,0 чоловіків також старших 18 років.
Середній дохід на одне домашнє господарство  становив 80 269 доларів США (медіана — 48 506), а середній дохід на одну сім'ю — 108 257 доларів (медіана — 68 036). За межею бідності перебувало 8,6 % осіб, у тому числі 0,0 % дітей у віці до 18 років та 11,6 % осіб у віці 65 років та старших.
Цивільне працевлаштоване населення становило 423 особи. Основні галузі зайнятості: науковці, спеціалісти, менеджери — 45,9 %, транспорт — 20,1 %, роздрібна торгівля — 9,0 %, освіта, охорона здоров'я та соціальна допомога — 6,6 %.